# Renzo Garlaschelli
Renzo Garlaschelli (Vidigulfo, 29 marzo 1950) è un ex calciatore italiano, di ruolo attaccante.

## Carriera

### Giocatore

Garlaschelli (a destra) e Sergio Magistrelli al Como nella stagione 1970-1971

La carriera di Garlaschelli inizia nella stagione 1968-1969 con il Sant'Angelo, in Serie D. L'anno successivo viene acquistato dal Como. Nella squadra lombarda gioca tre anni, fino al 1972, quando con i lariani sfiora la promozione nella massima serie, arrivando quarto, dopo Ternana, Lazio e Palermo.
Il suo debutto in Serie A avviene l'anno seguente, proprio con la neopromossa Lazio: da ala destra, vestirà la maglia biancoceleste per 10 campionati di cui 8 in massima categoria. Con il club romano ha segnato 64 reti (49 in A) risultando il settimo miglior marcatore nella storia della società: vinse lo scudetto nel 1973-74, segnando 10 reti in quel torneo.
Nei suoi anni a Roma giocava come attaccante: aveva il compito di creare spazi per i suoi compagni, tra cui Giorgio Chinaglia. In Lazio-Foggia del 12 maggio 1974 si procurò il calcio di rigore, poi trasformato da Chinaglia, che valse ai biancocelesti vittoria e matematica certezza del loro primo tricolore.
Chiuse la sua carriera nel Pavia nel 1984, contribuendo in quell'anno alla promozione della squadra in Serie C1. Non è mai stato convocato dalla nazionale maggiore, ma vanta 4 presenze e una rete nell'Under-23 dove esordì il 14 gennaio 1973.

### Dopo il ritiro
In qualità di opinionista sportivo interviene nei programmi dell'emittente radiofonica romana Radiosei.

## Statistiche

### Presenze e reti nei club
| Stagione        | Squadra         | Campionato      | Campionato | Campionato | Coppe nazionali | Coppe nazionali | Coppe nazionali | Coppe continentali | Coppe continentali | Coppe continentali | Altre coppe | Altre coppe | Altre coppe | Totale | Totale |
| Stagione        | Squadra         | Comp            | Pres       | Reti       | Comp            | Pres            | Reti            | Comp               | Pres               | Reti               | Comp        | Pres        | Reti        | Pres   | Reti   |
| --------------- | --------------- | --------------- | ---------- | ---------- | --------------- | --------------- | --------------- | ------------------ | ------------------ | ------------------ | ----------- | ----------- | ----------- | ------ | ------ |
| 1968-1969       | Sant'Angelo     | D               | 32         | 6          | -               | -               | -               | -                  | -                  | -                  | -           | -           | -           | 32     | 6      |
| 1969-1970       | Como            | B               | 15         | 2          | CI              | ?               | ?               | -                  | -                  | -                  | -           | -           | -           | 15     | 2      |
| 1970-1971       | Como            | B               | 34         | 2          | CI              | ?               | ?               | -                  | -                  | -                  | -           | -           | -           | 34     | 2      |
| 1971-1972       | Como            | B               | 23         | 2          | CI              | ?               | ?               | -                  | -                  | -                  | -           | -           | -           | 23     | 2      |
| Totale Como     | Totale Como     | Totale Como     | 72         | 6          |                 | ?               | ?               |                    | -                  | -                  |             | -           | -           | 72+    | 6+     |
| 1972-1973       | Lazio           | A               | 29         | 7          | CI              | 4               | 0               | -                  | -                  | -                  | -           | -           | -           | 33     | 7      |
| 1973-1974       | Lazio           | A               | 29         | 10         | CI              | 5               | 2               | CU                 | 4                  | 2                  | -           | -           | -           | 38     | 14     |
| 1974-1975       | Lazio           | A               | 23         | 6          | CI              | 3               | 0               | -                  | -                  | -                  | -           | -           | -           | 26     | 6      |
| 1975-1976       | Lazio           | A               | 29         | 7          | CI              | 5               | 2               | CU                 | 2                  | 0                  | -           | -           | -           | 36     | 9      |
| 1976-1977       | Lazio           | A               | 23         | 5          | CI              | 4               | 0               | -                  | -                  | -                  | -           | -           | -           | 27     | 5      |
| 1977-1978       | Lazio           | A               | 26         | 7          | CI              | 2               | 0               | CU                 | 4                  | 2                  | -           | -           | -           | 32     | 9      |
| 1978-1979       | Lazio           | A               | 17         | 5          | CI              | 6               | 0               | -                  | -                  | -                  | -           | -           | -           | 23     | 5      |
| 1979-1980       | Lazio           | A               | 23         | 2          | CI              | 4               | 3               | -                  | -                  | -                  | -           | -           | -           | 27     | 5      |
| 1980-1981       | Lazio           | B               | 26         | 2          | CI              | 5               | 2               | -                  | -                  | -                  | -           | -           | -           | 31     | 4      |
| 1981-1982       | Lazio           | B               | 3          | 0          | CI              | 0               | 0               | -                  | -                  | -                  | -           | -           | -           | 3      | 0      |
| Totale Lazio    | Totale Lazio    | Totale Lazio    | 228        | 51         |                 | 38              | 9               |                    | 10                 | 4                  |             | -           | -           | 276    | 64     |
| 1982-1983       | Pavia           | C2              | 27         | 8          | -               | -               | -               | -                  | -                  | -                  | -           | -           | -           | 27     | 8      |
| 1983-1984       | Pavia           | C2              | 19         | 3          | -               | -               | -               | -                  | -                  | -                  | -           | -           | -           | 19     | 3      |
| Totale Pavia    | Totale Pavia    | Totale Pavia    | 46         | 11         |                 | -               | -               |                    | -                  | -                  |             | -           | -           | 46     | 11     |
| Totale carriera | Totale carriera | Totale carriera | 378        | 74         |                 | 38+             | 9+              |                    | 10                 | 4                  |             | -           | -           | 426+   | 87+    |

## Palmarès

### Club

#### Competizioni nazionali
- Campionato italiano: 1

Lazio: 1973-1974
- Campionato italiano Serie C2: 1

Pavia: 1983-1984 (girone B)

#### Altre competizioni
- Campionato Under 23: 1

Lazio: 1973-1974